# Czechyń
Czechyń – wieś w Polsce położona w województwie zachodniopomorskim, w powiecie wałeckim, w gminie Wałcz.
W latach 1975–1998 miejscowość administracyjnie należała do województwa pilskiego.
Wieś jest miejscem wypoczynku mieszkańców Wałcza i Piły (oddalonych odpowiednio o ok. 14 i ok. 20 kilometrów), położonym na terenie rozległych kompleksów leśnych. W pobliżu wsi znajduje się zespół doliny rzeki Rurzyca (szlak kajakowy), tworzącej ciąg jezior rynnowych połączonych krótkimi odcinkami rzek; należą do niego jeziora: Krąpsko Małe, Krąpsko Długie, Trzebieszki, Krąpsko Łękawe (Krąpsko Górne), Krąpsko - Radlino (Krąpsko Średnie), Dębno (Dąb). We wsi istnieją zarośnięte pozostałości cmentarza ewangelickiego (na zdjęciu zaznaczone strzałką) oraz leśniczówka.
W pobliżu wsi znajduje się rezerwat Smolary z położonym na jego terenie Jeziorem Żabim.
Czechyń posiada przysiółek Głowaczewo, które wspólnie stanowią sołectwo Czechyń. Rada sołecka może się składać z 3–6 członków.